# Roeselia lineolalis
Roeselia lineolalis är en fjärilsart som beskrevs av Eduard Friedrich Eversmann 1844. Roeselia lineolalis ingår i släktet Roeselia och familjen trågspinnare. Inga underarter finns listade.